# The Open Group Architecture Framework

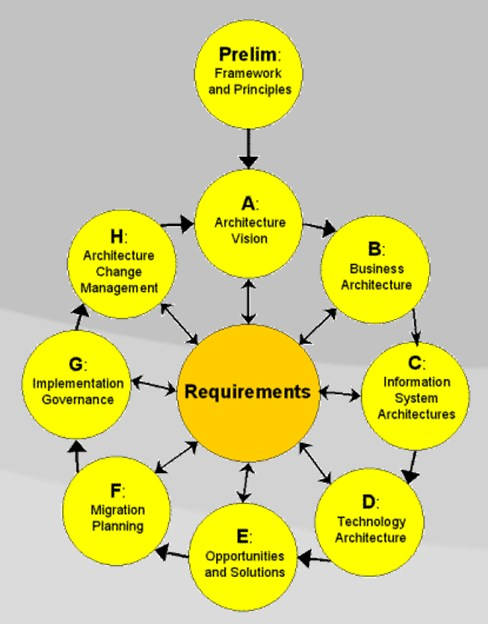
TOGAF Architecture Development Method (ADM)の構成図

The Open Group Architecture Framework (TOGAF) は、2020年時点でもっとも多く利用されているエンタープライズアーキテクチャのフレームワークであり、エンタープライズ分野において情報技術のアーキテクチャを設計・計画・実装・管理する包括的アプローチを提供する。TOGAFは設計の概観を与えるもので、通常はビジネス・アプリケーション・データ・テクノロジーの4段階でモデル化される。TOGAFはモジュール化・標準化の考えかたや、実績のある既存の技術・製品に大きく依存している。
TOGAFの開発が始まったのは1995年で、The Open Groupによりアメリカ国防総省のTAFIMとキャップジェミニのIntegrated Architecture Framework (IAF)をベースに開発された。2016年時点で、The Open GroupによればDow Jones Global Titans 50の80%、およびフォーチュン500の60%の企業がTOGAFを利用している。

## アーキテクチャとアーキテクチャ・フレームワークの定義
ANSI/IEEE Std 1471-2000 によれば、（ソフトウェア中心のシステムの）アーキテクチャとは「システムの基盤であり、コンポーネント群、コンポーネント間の相互関係と環境との関係、設計と改良を管理する原則により構成される」ものである。
しかし、TOGAF ではアーキテクチャを「システムの形式記述、あるいはシステムのコンポーネントレベルの実装を補助する詳細な計画」または「コンポーネント群の構造、それらの関係、設計と改良を常に管理制御する原則とガイドライン」であるとされている。
アーキテクチャ・フレームワークは、広範囲の各種アーキテクチャを開発するのに使えるツール群を意味する。アーキテクチャ・フレームワークは以下のような特徴を備える。
- 情報システムを構成要素群で定義するための方法論を記述する。
- 構成要素がどう組合わせられるかを示す。
- ツール群を含む。
- 共通語彙を提供する。
- 推奨標準のリストを含む。
- 構成要素の実装に使用可能な製品のリストを含む。

TOGAF はこのような特徴を持つアーキテクチャ・フレームワークである。

## 歴史

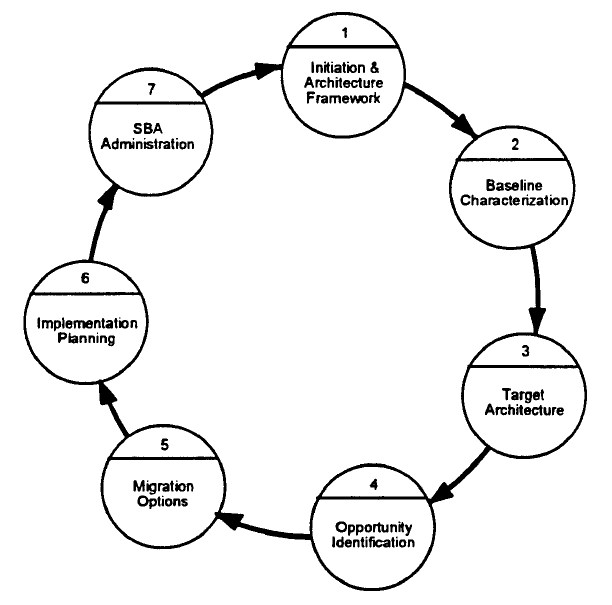
TAFIMによる、アメリカ国防総省標準のアーキテクチャ計画プロセス

TOGAFの作成が始まったのは1990年代始めのことで、最初は技術的なアーキテクチャを開発するための方法論として作成された。その後、The Open Groupによって大規模なエンタープライズアーキテクチャフレームワークとして開発が進められた。 1995年にはTOGAFの最初のバージョン (TOGAF 1.0) がリリースされた。このバージョンは主に、アメリカ国防総省によって1980年代に開発が開始されたTechnical Architecture Framework for Information Management (TAFIM)が基になっていた。
2001年12月にはTOGAF 7が"Technical Edition"という名前でリリースされた。 TOGAF 8 Enterprise Editionは2002年12月にリリースされ、2003年12月にはTOGAF 8.1として更新されたものが再公開された。2005年前後にはTOGAFがThe Open Groupの登録商標となった。 2006年11月にThe Open GroupはTOGAF 8.1.1をリリースした。The Open Groupによれば、2011年2月時点で、15,000を超える個人がTOGAFの認定を受けている。 2018年4月時点では、公式に登録されている認定者は77,500人を超えている。

## エンタープライズアーキテクチャの領域
TOGAF のサポートするアーキテクチャ領域は以下の4つである。
1. エンタープライズ・ビジネス・アーキテクチャ: ビジネス戦略、管理、組織、主要なビジネスプロセスを定義する。
2. アプリケーション・アーキテクチャ: 展開すべき個々のアプリケーションシステムの青写真を提供し、アプリケーションシステム間の連携、その組織の主要なビジネスプロセスとアプリケーションシステムとの関係を定義する。
3. データ・アーキテクチャ: 組織の論理的および物理的データ資産の構造を記述し、それに関連するデータ管理リソースを記述する。
4. テクノロジー・アーキテクチャ: 中心となるミッションクリティカルなアプリケーションの配備をサポートするためのソフトウェア基盤を記述する。

## アーキテクチャ構築手法
アーキテクチャ構築手法（Architecture Development Method、ADM）は、その組織のビジネスや情報技術の必要性に応じたエンタープライズアーキテクチャを開発するのに適用される。その組織の必要性に応じて調整され、その後アーキテクチャ計画立案活動を管理する際に使用される。
アーキテクチャ開発の流れの概念図はArchitecture Development Cycleにある。
このプロセスは反復的で周期的である。各段階で要求仕様が検証される。フェーズCはデータ・アーキテクチャとアプリケーション・アーキテクチャの一種の結合に関連する。
BとCの間で、追加の明確化を挿入することができ、それにより完全な情報アーキテクチャを提供する。
パフォーマンスエンジニアリングの手法が要求分析フェーズ、ビジネス・アーキテクチャのフェーズ、情報システムアーキテクチャのフェーズ、テクノロジー・アーキテクチャのフェーズのそれぞれに適用される。情報システムアーキテクチャのフェーズでは、データ・アーキテクチャとアプリケーション・アーキテクチャの両方に適用される。

## 企業連続体
企業連続体（Enterprise Continuum）とは、ある組織で利用可能な全アーキテクチャ資産の「仮想リポジトリ（virtual repository）」である。それには、アーキテクチャ的モデル、アーキテクチャ的パターン、アーキテクチャ記述などの生産物が含まれる。それらはその組織内に存在する場合もあるし、広くIT業界全体に存在する場合もある。企業連続体とは、企業の様々なレベルでのアーキテクチャ群などを一貫性を持って扱うということを示している。
企業連続体は、アーキテクチャ連続体とソリューション連続体から構成される。アーキテクチャ連続体は再利用可能なアーキテクチャ資産を意味し、その企業が利用可能な情報システム（群）の規則・表現・関連などを含む。ソリューション連続体は再利用可能なソリューション構成要素を定義することにより、アーキテクチャ連続体の実装を説明するものである。

## The Open Group
TOGAF は The Open Group の Architecture Forum が開発し、1990年代半ばごろから改良し続けてきたものである。最新版 9.2は TOGAF 9.2 にある。同フォーラムは TOGAF 9 に取り組んでいる。TOGAF 9 に向けてのテーマは次の通りである。
- 企業、文化、権利保有者
- アーキテクチャ創造
- アーキテクチャに基づく転換
- アーキテクチャの具体化
- アーキテクチャ管理と制御

The Open Group は TOGAF の非商用目的での組織内での利用については無料で TOGAF を提供している。

## 出版物
- TOGAF 8.1.1 Enterprise Edition in a book format
- Guide to Security Architecture in TOGAF ADM （セキュリティに関する補足）
- TOGAF/MDA Mapping（OMGのモデル駆動型アーキテクチャ(MDA)とのマッピング）